# I ruggenti anni Novanta
I ruggenti anni Novanta. Lo scandalo della finanza e il futuro dell'economia (The Roaring Nineties) è un libro del Premio Nobel per l'economia (2001) Joseph E. Stiglitz. È stato edito nel 2003 ed è apparso in Italia per la prima volta nel 2004, pubblicato da Einaudi.

## L'opera
Il testo di Stiglitz, a una lettura più superficiale, sembra semplicemente analizzare gli avvenimenti economici degli anni '90, il boom and bust del mercato legato alle nuove tecnologie (in particolar modo le tecnologie per le telecomunicazioni). In realtà è un lavoro molto più ampio, che intende affrontare criticamente alcuni rilevanti temi economici. Stiglitz, infatti, si sofferma su quelli che definisce "i miti" dell'economia: la deregulation, la riduzione del deficit, la fiducia eccessiva nei mercati finanziari, l'attenzione primaria posta ai problemi dell'inflazione (e non dell'occupazione). In definitiva, l'opera dell'economista di Gary critica le politiche neoliberiste, partendo dall'attacco all'idea di trickle down della politica economica di stile reaganiano e thatcheriano, passando per le critiche alla curva di Laffer, al comportamento della Federal Reserve (e al suo presidente dell'epoca, Alan Greenspan), a una deregolamentazione considerata senza scrupoli, alla teoria della mano invisibile, al comportamento poco limpido di banche, analisti e dirigenti di imprese quotate in borsa, alle scelte politiche che avrebbero favorito la crisi, fino a mettere sotto accusa l'attuale assetto del capitalismo mondiale e le politiche macroeconomiche dei paesi maggiormente sviluppati (in primo luogo degli Stati Uniti). Per Stiglitz, bisognerebbe cominciare a mettere in atto politiche più attente all'equità (sia su scala nazionale, che su scala internazionale), allo sviluppo, alla giustizia. Attenzione particolare merita il capitolo sul crack della Enron e di altre società. Stiglitz mette in luce soprattutto quelle asimmetrie informative il cui studio gli ha valso il prestigioso riconoscimento del Nobel, insieme a George Akerlof e A. Michael Spence, e il ruolo che esse hanno avuto e continuano ad avere nel rapporto tra gli amministratori delle società quotate e i piccoli azionisti.

## Edizioni
- Joseph E. Stiglitz, I ruggenti anni Novanta. Lo scandalo della finanza e il futuro dell'economia, traduzione di Daria Cavallini, collana ET Saggi, Giulio Einaudi Editore, 2004,  p. 333, ISBN 88-06-17651-X.